# Sergueï Nikitine (volley-ball, 1993)
Sergueï Nikitine (en russe : Сергей Никитин) est un joueur russe de volley-ball né le 6 avril 1993. Il mesure 1,93 m et joue réceptionneur-attaquant.

## Clubs
| Club         | De        | À   |
| ------------ | --------- | --- |
| Prikame Perm | 2010-2011 | ... |